# Thyridoplites hildegardae
Thyridoplites hildegardae là một loài tò vò trong họ Ichneumonidae.